# أوماسلان عليا
اوماسلان عليا (بالإنجليزية: Umaslan-e Olya)‏ هي قرية تقع في أردبيل في إيران. يقدر عدد سكانها بـ 360 نسمة بحسب إحصاء 2016.